# Olivier Ntcham
Jules Olivier Ntcham (Longjumeau, Francia, 9 de febrero de 1996) es un futbolista camerunés que juega como centrocampista en el Samsunspor de la Superliga de Turquía.

## Trayectoria
Firmó por el Manchester City en 2012 procedente del club francés Le Havre por un cargo en la región de 1 millón de euros después de negarse a firmar un contrato profesional en el club.
El 28 de agosto de 2015 el Genoa C. F. C. lo fichó por una cesión de dos años con una opción de compra. 
Debutó en una derrota frente al U. S. C. Palermo por 1-0.
Su segundo partido fue con una victoria por 2-0 frente al Hellas Verona.
Anotó su primer gol con el Genoa, en el primer partido de su segunda temporada, en la victoria por 3-1 sobre el Cagliari Calcio el 21 de agosto de 2016.
En 2017 llegó al Celtic F. C., equipo con el que jugó 150 partidos en los cuatro años que estuvo, incluida una cesión al Olympique de Marsella en el tramo final de la temporada 2020-21.
El 1 de septiembre de 2021 se comprometió con el Swansea City A. F. C. por tres años. Tras los dos primeros se marchó al Samsunspor.

## Selección nacional
Fue internacional con las selecciones sub-16 a sub-21 de Francia en 51 ocasiones y ha anotado 7 goles.

## Clubes
| Club                    | País       | Año       |
| ----------------------- | ---------- | --------- |
| Manchester City F. C.   | Inglaterra | 2015-2017 |
| → Genoa C. F. C.        | Italia     | 2015-2017 |
| Celtic F. C.            | Escocia    | 2017-2021 |
| → Olympique de Marsella | Francia    | 2021      |
| Swansea City A. F. C.   | Gales      | 2021-2023 |
| Samsunspor              | Turquía    | 2023-     |

## Palmarés

### Títulos nacionales
| Título               | Club         | País    | Año  |
| -------------------- | ------------ | ------- | ---- |
| Copa de la Liga      | Celtic F. C. | Escocia | 2018 |
| Scottish Premiership | Celtic F. C. | Escocia | 2018 |
| Copa de Escocia      | Celtic F. C. | Escocia | 2018 |
| Copa de la Liga      | Celtic F. C. | Escocia | 2019 |
| Scottish Premiership | Celtic F. C. | Escocia | 2019 |
| Copa de Escocia      | Celtic F. C. | Escocia | 2019 |
| Copa de la Liga      | Celtic F. C. | Escocia | 2020 |
| Scottish Premiership | Celtic F. C. | Escocia | 2020 |
| Copa de Escocia      | Celtic F. C. | Escocia | 2020 |